# Convoi HX 31
Le convoi HX 31 est un convoi passant dans l'Atlantique nord, pendant la Seconde Guerre mondiale. Il part de Halifax au Canada le 29 mars 1940 pour différents ports du Royaume-Uni et de la France. Il arrive à Liverpool le 13 avril 1940.

## Composition du convoi
Ce convoi est constitué de 30 cargos :
- Royaume-Uni : 22 cargos
- Panama : 1 cargo
- Grèce : 2 cargos
- États-Unis : 1 cargo
- Norvège : 2 cargos
- France : 1 cargo
- Panama ou  Royaume-Uni : 1 cargo [réf. nécessaire]

## L'escorte
Ce convoi est escorté en début de parcours par :
- les destroyers canadiens : HMCS Ottawa, HMCS St. Laurent
- Un paquebot armé : RMS Alaunia (en)

## Le voyage
Les destroyers canadiens quittent le convoi le 30 mars. Le paquebot continue seul à escorter jusqu'au 9 avril. Ce même jour, les destroyers HMS Folkestone (en) et HMS Warwick (en) prennent le relai.
L'escorte varie souvent jusqu'à l'arrivée.
| Navire              | Début de l'escorte | Fin de l'escorte |
| ------------------- | ------------------ | ---------------- |
| HMS Folkestone (en) | 9 avril 1940       | 12 avril 1940    |
| HMS Warwick (en)    | 9 avril 1940       | 11 avril 1940    |
| HMS Campbell (fi)   | 10 avril 1940      | 13 avril 1940    |
| HMS Vesper (en)     | 10 avril 1940      | 11 avril 1940    |

Le convoi arrive sans problème.